# The Red
The Red è il primo album in studio del gruppo musicale sudcoreano Red Velvet, pubblicato il 9 settembre 2015 dalla SM Entertainment.

## Descrizione
La SM Entertainment ha annunciato che le Red Velvet sarebbero ritornate sulle scene musicali con il loro primo album in studio. Il 3 settembre sono state pubblicate delle immagini promozionali sull'account ufficiale di Instagram del gruppo, rivelando anche i titoli delle dieci tracce dell'album. Il 4 settembre la SM Entertainment ha rivelato la data dell'uscita dell'album, ovvero a mezzanotte del 9 settembre 2015, e il titolo del singolo estratto dall'album, Dumb Dumb.

## Tracce
1. Dumb Dumb – 3:22 (testo: Seo Ji-eum, Kim Dong-hyun – musica: LDN Noise, Deanna Dellacioppa, Taylor Parks, Ryan S. Jhun)
2. Huff n Puff – 3:01 (testo: Kenzie – musica: Alex G, Anne Preven, Will Gray, Jaden Michaels)
3. Campfire – 3:16 (testo: Jo Yun-kyeong – musica: LDN Noise, Taylor Parks, Denzil "DR" Remedios, Ryan S. Jhun)
4. Red Dress – 3:02 (testo: Jo Yun-kyeong – musica: Nermin Harambasic, Jin Suk Choi, Charite Viken, LDN Noise, Rodnae "Chikk" Bell, Ryan S. Jhun)
5. Oh Boy – 3:08 (testo: Goo Tae-woo – musica: Herbie Crichlow, Lauren Dyson, Jin Suk Choi, LDN Noise)
6. Lady's Room – 3:08 (testo: Kenzie – musica: Kenzie, Daniel "Obi" Klein, Oliver McEwan, Ylva Dimberg)
7. Time Slip – 3:39 (testo: Moon Du-r – musica: Daniel "Obi" Klein, Johannes "Josh" Jorgensen, Charli Taft, Jinbo)
8. Don't U Wait No More – 2:51 (testo: 100%Seo-jeong – musica: Dwayne Abernathy Jr., (Dem Jointz) Taylor Parks, Ryan S. Jhun)
9. Day 1 – 3:26 (testo: Hwang-hyun – musica: Hwang-hyun)
10. Cool World – 4:05 (testo: Im Seo-hyun – musica: Daniel "Obi" Klein, Marcus Winther-John, Andy Love)

## Formazione
- Irene
- Kang Seul-gi
- Wendy
- Joy
- Yeri

## Classifiche

### Classifiche settimanali
| Classifica (2015) | Posizione massima |
| ----------------- | ----------------- |
| Corea del Sud     | 1                 |
| Giappone          | 47                |

### Classifiche di fine anno
| Classifica (2015) | Posizione |
| ----------------- | --------- |
| Corea del Sud     | 50        |